# سیارک ۲۰۸۵۶
سیارک ۲۰۸۵۶ (به انگلیسی: 20856 Hamzabari، نامگذاری:2000VT28) بیست هزار و هشتصد و پنجاه و ششمین سیارک کشف شده‌است که در ۱ نوامبر ۲۰۰۰ کشف شد.
قدر مطلق سیارک برابر ۱۸.۶ است.